# Ⱋ
Cette page contient des caractères spéciaux ou non latins. S’ils s’affichent mal (▯, ?, etc.), consultez la page d’aide Unicode.
Chta (Шта en cyrillique ; capitale Ⱋ, minuscule ⱋ) est la 26e lettre de l'alphabet glagolitique.

## Linguistique
La lettre sert à noter le phonème /ʃt/.

## Historique
La lettre provient d'une ligature des lettres Ⱎ et Ⱅ.

## Représentation informatique
- Unicode :
  - Capitale Ⱋ : U+2C1B
  - Minuscule ⱋ : U+2C4B